# Erdenetsogt
Le sum de Erdenetsogt (mongol : ᠡᠷᠳᠡᠨᠢᠴᠣᠭᠲᠤ
ᠰᠤᠮᠤ, cyrillique : Эрдэнэцогт сум, MNS : Erdenetsogt sum) est situé dans l'aimag (ligue) de Bayankhongor, en Mongolie.